# ボス’S ワイフ
『ボス'S ワイフ』（原題：The Boss' Wife）は1986年に公開されたアメリカ合衆国のコメディ映画作品。エリック・ロメール映画の常連フランス女優アリエル・ドンバールが、『フィービー・ケイツのレース』『特捜刑事マイアミ・バイス』など、アメリカのTVドラマに進出していたころに出演した艶笑喜劇。監督はジギー・スタインバーグ、出演はダニエル・スターン、アリエル・ドンバール、クリストファー・プラマーなど。日本公開当時（1988年）は『ブロンドはお好き』という邦題だったが、ビデオ化により公開当時のタイトルは副題となった。

## あらすじ
仕事の関係で、社長（クリストファー・プラマー）と行動をともにする既婚の若い株式仲買人（ダニエル・スターン）が、多情な美人有閑マダムである社長夫人（アリエル・ドンバール）から公然と迫られて、困ってしまう話。

## キャスト
- ジョエル・キーファー - ダニエル・スターン
- ジャネット・キーファー - メラニー・メイロン（英語版）
- ロールヴァング社長 - クリストファー・プラマー
- ルイーズ・ロールヴァング - アリエル・ドンバール
- カルロス・デルガード - フィッシャー・スティーヴンス
- トニー・ダグデール - マーティン・マル
- スージー・ダグデール - ダイアン・スティルウェル
- ハリー・タプホーン - ルー・ジャコビ（英語版）
- エディ - ロバート・コスタンゾ
- ドアマン - Jack Andreozzi

## スタッフ
- 脚本、監督：ジギー・スタインバーグ
- 音楽：ビル・コンティ